# 尤利乌斯·克伦格尔
尤利乌斯·柯倫格（德語：Julius Klengel，1859年9月24日—1933年10月27日），德国大提琴家、作曲家。15岁起进入莱比锡布商大厦管弦乐团，22岁成为声部首席，后来更成为闻名欧洲的独奏大提琴家。后在莱比锡音乐学院教书，并从事作曲。他的主要作品是大提琴技巧练习曲和一些协奏曲，包括四部大提琴协奏曲。他的学生中包括了大提琴家畢亞第高斯基和费尔曼。
其兄保羅·克倫格爾亦為弦樂演奏者，亦同時是作曲家、指揮家。